# COMIC阿呍
『COMIC阿呍』（コミックあうん）は、ヒット出版社から発行されている成人向け漫画雑誌。1996年4月28日創刊。偶数月28日発売。判型はB5判・平綴じ（無線綴じ）。前身の雑誌は成人指定されていない一般漫画雑誌として刊行していたが、東京都より有害図書指定を受ける。一般誌として刊行できなくなったため、当初はそのまま廃刊する予定だったが、成年向け雑誌として新創刊されて現在に至る。

## 概要
前身雑誌「COMIC闘姫」
前身の雑誌は、格闘美少女コミック誌『COMIC闘姫』（コミックとうひめ）。A5判・中綴じの雑誌で、『comicセラフィン』の増刊として創刊（雑誌コードは13858）。当初は『闘姫』という名称の格闘美少女アンソロジーとして発売されていたが、読者から「アンソロは高い」との意見が多く寄せられたため、「紙質と保全性の良さを捨てて値段を約半額」にして隔月刊雑誌として創刊した。VOL.4（1995年9月号）から独立・月刊化され（毎月28日発売）、タイトル表記も『comic闘姫』に変更された（雑誌コードは03843に変更）。
しかし、東京都青少年の健全な育成に関する条例に基づく不健全図書（有害図書）に連続3回指定され、「出版倫理協議会の自主規制の申し合わせ」（帯紙措置）によりVOL.9（1996年2月号）、VOL.10（1996年3月号）、VOL.11（1996年4月号）に帯紙を貼る事態となったため、VOL.11（1996年4月号）を以って廃刊した。
COMIC阿呍 創刊
『comic闘姫』廃刊から2ヵ月後、1996年6月号（1996年4月発売）を後継誌『COMIC阿呍』として新たに創刊した（雑誌コードは13963）。判型はB5判・平綴じ（無線綴じ）に変更され、ページ数も『comic闘姫』の約200頁から約340頁へ大幅に増加したが、定価は500円に据え置かれた。雑誌名は『COMIC闘姫』と同時期に販売されていた、A5判サイズの美少女アンソロジー『コミックA-UN』から継承して漢字表記に変更された。
なお、漢字表記について「『阿吽』とも書くんだけどロゴとしてバランスが悪そー」「“牛”が入っているのもカッコ悪そー」との理由で「阿呍」が採用されたが、「呍」がワープロ文字に入っておらず、関連業者や同人サークルに迷惑をかけたため、「これからワープロで打つ人は『AUN』でお願いします」「雑誌名を決める時はよく考えて♡」「『めんどくせーからアンソロのそのまま漢字にしちゃえ』とゆーよーな適当はやめる」とコメントされている。
創刊当初のキャッチコピーは「新世代の月刊美少女コミック」で、2002年6月号のタイトルロゴ刷新以降は「超世代の月刊美少女コミック」に、2019年4月号の隔月刊化以降は「超世代の隔月刊美少女コミック」に変更されている。
2000年以降
2004年9月号で通巻100号、2013年3月号で通巻200号、2023年12月号で通巻300号を達成した。過去に2回「謹賀新年合併特大号」が発売されており（2009年1・2月合併号、2012年1・2月合併号）、発売翌月は休刊している。また、Vol.213（2014年4・5月号）も「消費税の諸々が面倒」との理由で、発売翌月は休刊している。Vol.153（2009年3月号）の誌面リニューアル以降、休刊した『COMIC ino.』の作家陣の一部が合流している。
2011年6月号（15周年記念特大号）は「深崎暮人表紙イラスト小画集」、2013年6月号（17周年記念特大号）は「深崎暮人表紙イラスト小画集ver.2」、2014年6月号（18周年記念特大号）は「師走の翁イラストセレクション」、2015年6月号（19周年記念特大号）は「深崎暮人表紙イラスト小画集vol.3」、2017年7月号は「深崎暮人表紙イラスト小画集vol.4」、2018年3月号は「Hitenイラストセレクション」、2018年7月号は「深崎暮人表紙イラスト小画集vol.5」、2020年8月号は「深崎暮人表紙イラスト小画集vol.6」、2022年8月号は「深崎暮人表紙イラスト小画集vol.7」、2023年12月号（創刊300号記念号）は「深崎暮人表紙イラスト小画集vol.8」が豪華特別付録として付属した。
隔月刊＆WEB版への移行
2019年4月号から、諸般の事情により偶数月28日発売の隔月刊に移行した。なお、2019年5月から、奇数月28日発売のWEB版コミック阿呍『COMIC阿呍 改』が新創刊されている。

## 電子書籍
セラフィンコミックスの過去作単行本の電子書籍が、FANZA（旧DMM.R18）、DLsite、DiGiket.comで配信されている。また、2009年3月号以降の『COMIC阿呍』本誌、『COMIC阿呍 改』の電子書籍も配信されている。

## 増刊
『COMIC阿呍』の増刊として『COMICミカエル』（隔月刊：VOL.1（1996年6月号） - VOL.7（1997年6月号））、『D-ANGE（ディ・アンジェ）』（隔月刊：VOL.1（1997年8月号） - VOL.25（2001年8月号））、『COMIC ASPS（アスパス）』（1999年9月号増刊）、『COMIC艶』（2002年5月号増刊、同年7月号増刊）、『痴漢天国』（2002年9月号増刊）、『少女天国』（2002年11月号増刊、2003年3月号増刊。後に『COMIC少女天国』として独立創刊）、『合歓天国』（2003年1月号増刊）を発行していたが、いずれも休刊（廃刊）している。

## 主な執筆陣
- 昭嶋しゅん
- 秋元カルマ
- あきやまけんた
- あべもりおか
- 荒岸来歩
- 伊佐美ノゾミ
- 井上よしひさ
- イコール
- 稲鳴四季
- うぃろう
- 雨部ヨシキ
- おおとりりゅうじ
- オガタガタロー
- 岡田コウ
- 音々かなた
- 神楽武志
- かたみこいみずえ
- 滑空
- 環々唯
- KEN
- 幸田朋弘
- 堺はまち
- 師走の翁
- 鈴木狂太郎
- Zummy
- 高岡基文
- 田倉まひろ
- たろプン
- 春籠漸
- テツナ
- 唐辛子ひでゆ
- ドバト
- 流一本
- なるさわ景
- 錦ヶ浦鯉三郎
- ハッチ
- はらざきたくま
- ひょころー
- 不二河聡
- 星崎ひかる
- 魔訶不思議
- ますだ直紀
- 的良みらん
- 無洗米（桜桃千絵里）
- 桃色卍流
- 杜拓哉
- 焼肉キング
- 山下クロヲ
- Hiten
- きりりん
- 冬みかん
- 左橋レンヤ
- わかなはなび
- 寺田ぬき
- 木村寧都
- 猫伊光（中国語: 猫伊光）

## 表紙
タイトルロゴは幾度か変更されており、Vol.73（2002年6月号「6周年記念特大号」）、Vol.100（2004年9月号「100号記念特大号」）で変更した後、Vol.153（2009年3月号）から現在のタイトルロゴが使用されている。なお、表紙を飾るキャラクターによって、常にタイトルロゴの一部、または大部分が隠れている（創刊号の1996年6月号、1998年9月号、2000年3月号、2000年7月号のみ例外）。
表紙イラストは、主に巻頭カラーを担当した連載作家（はらざきたくま、師走の翁、的良みらん、幸田朋弘等）が描いていたが、Vol.158（2009年8月号）以降はイラストレーターの深崎暮人が担当している。表紙テレカはVol.144（2008年5月号）まで抽選プレゼント賞品だったが、Vol.145（2008年6月号「12周年記念特大号」）から表紙テレカ応募者全員サービスが実施されている。なお、Vol.153（2009年3月号）からVol.155（2009年5月号）まで表紙テレカ応募者全員サービスを一時中断していたが、Vol.156（2009年6月号「13周年記念特大号」）で2009年3/4/5/6月号分の表紙テレカ応募者全員サービスを実施して中断分を補っている。
Vol.184（2011年10月号）からは表紙テレカのほかにピンナップイラストテレカを、Vol.274（2019年8月号）からは『COMIC阿呍 改』の表紙テレカの応募者全員サービスも実施されている。なお、Vol.288（2021年12月号）からは応募者全員サービスがテレカからクオカードに変更されている。
また、2010年6月号（14周年記念特大号）以降の各周年記念特大号では、表紙イラストや小冊子イラストを使用した特大タペストリーの応募者全員サービスも実施されている。なお、記念特大号以外の表紙イラスト特大タペストリーは抽選プレゼント賞品だったが、Vol.274（2019年8月号）から応募者全員サービスの対象となっている。

## Twitterアカウント停止
2022年6月29日、コミック阿吽編集部公式Twitterアカウント（@hitpub_aun）が凍結されたことが、漫画家のあべもりおかから通知された。